# Joseph Greenberg
Pour les articles homonymes, voir Greenberg.
Joseph Harold Greenberg (New York, 28 mai 1915 – Palo Alto, 7 mai 2001) est un linguiste américain connu pour son travail en classification et typologie linguistique. Il a passé l’essentiel de sa carrière à l’université Stanford.

## Biographie
Il a contribué de manière importante à la typologie linguistique par ses recherches sur les universaux linguistiques, théorie selon laquelle il y aurait des caractéristiques communes syntaxiques, morphologiques ou phonétiques, à toutes les langues. Il a également élaboré une nouvelle classification des langues africaines : le groupe Niger-Congo, le groupe afro-asiatique, le groupe khoisan, le groupe chari-Nil, le groupe nilo-saharien et le groupe Niger-kordofanien. Il a, de plus, proposé des regroupements plus extensifs pour les langues déjà connues tels que la famille controversée des langues amérindes.
Il est l'auteur de l'ouvrage The Languages of Africa (en) (1963).

### Source
- Louis-Jean Calvet, « GREENBERG JOSEPH HAROLD - (1915-2001) », Encyclopædia Universalis, URL : http://www.universalis.fr/encyclopedie/joseph-harold-greenberg.

### Sélection de publications
- 1950 : « The patterning of root morphemes in Semitic », Word, 6:162-181.
- 1953 : « Historical linguistics and unwritten languages ». In Anthropology Today, éd. A. L. Kroeber, pp. 265-286. Chicago: University of Chicago Press.
- 1954 : « A quantitative approach to the morphological typology of language ». In Method and Perspective in Anthropology, ed. R. F. Spencer, pp. 192-220. Minneapolis: University of Minnesota Press.
- 1954 : « Concerning inferences from linguistic to nonlinguistic data ». In Language in Culture, ed. H. Hoijer, pp. 3-18. Chicago: University of Chicago Press.
- 1955 : Studies in African Linguistic Classification. New Haven, Conn.: Compass Press.
- 1957 : Essays in Linguistics. Chicago: University of Chicago Press.
- 1963 : The Languages of Africa. Bloomington: Indiana University Press
- 1963 : « Some universals of grammar with particular reference to the order of meaningful elements ». In Universals of Grammar, ed. J. H. Greenberg, pp. 73-113. Cambridge, Mass.: MIT Press.
- 1966 : Language Universals, With Special Reference to Feature Hierarchies. Janua Linguarum, Series Minor 59. The Hague: Mouton.
- 1969 : « Some methods of dynamic comparison in linguistics ». In Substance and Structure of Language, ed. J. Puhvel, pp. 147-203. Berkeley: University of California Press
- 1970 : « Some generalizations concerning glottalic consonants, especially implosives ». Int. J. Am. Linguist. 36:123-145.
- 1971 : The Indo-Pacific hypothesis. Curr. Trends Linguist. 8:808-871.
- 1971 : Language, Culture and Communication, Essays by Joseph Greenberg, selected and introduced by A. S. Dil. Stanford: Stanford University Press.
- 1972 : Numeral classifiers and substantival number: Problems in the genesis of a linguistic type. WPLU 9:1-39. Reprinted in Linguistics at the Crossroads ed. Adam Makkai. Padua: Livinia Editrice, 1977 pp. 276-300.
- 1974 : Language Typology: A Historical and Analytic Overview. Janua Linguarum, Series Minor 184. The Hague: Mouton.
- 1978 : With C. A. Ferguson and E. A. Moravcsik, eds. Universals of Human Language. 4 vols. Stanford: Stanford University Press.
- 1979 : Rethinking linguistics diachronically. Language 55:275-290.
- 1980 : « Circumfixes and typological change ». In Papers from the 4th International Conference on Historical Linguistics, ed. E. C. Traugott et al., pp. 233-241. Amsterdam and Philadelphia: John Benjamins.
- 1986 : avec C. G. Turner II et S. Zegura. The settlement of the Americas: A comparison of the linguistic, dental and genetic evidence. Curr. Anthropol. 25:477-497.
- 1987 : Language in the Americas. Stanford, Calif.: Stanford University Press.
- 1990 : On Language: Selected Writings of Joseph H. Greenberg, eds. K. Denning and S. Kemmer. Stanford: Stanford University Press.
- 1991 : « The last stages of grammatical elements: Contractive and expansive desemanticization ». In Approaches to Grammaticalization, éd. E. Traugott and B. Heine, pp. 301-314. Amsterdam: John Benjamins.
- 2000 : Indo-European and Its Closest Relatives: The Eurasiatic Language Family, vol. 1, Grammar. Stanford, Calif.: Stanford University Press.
- 2000 : « From first to second person: The history of Amerind *k(i) ». In Functional Approaches to Language, Culture and Cognition, éd. D. G. Lockwood, P. H. Fries, and J. E. Copeland, pp. 413-425. Amsterdam: John Benjamins.
- 2002 : Indo-European and Its Closest Relatives: The Eurasiatic Language Family, vol. 2, Lexicon. Stanford: Stanford University Press.
- 2005 : Genetic Linguistics: Essays on Theory and Method, éd. W. Croft. Oxford: Oxford University Press.